# Miguel Yamuni Tabush
Miguel Yamuni Tabush (* 27. November 1915 in San José; † 2. Mai 2013) war ein costa-ricanischer Diplomat.

## Leben
Miguel Yamuni Tabush war der Sohn von Mercedes Tabush und Bejos M. Yamuni, die 1901 im Libanon einen Handelswaren- und Spirituosenhandel gründeten. Er ist mit Daisy Tabush Fadul verheiratet. Tabush studierte Betriebswirtschaft an der Assumption University (Windsor, Ontario) und Wirtschaftswissenschaft am Detroit Business Institute. Er absolvierte eine Pilotenausbildung an der Escuela Nacional de Aviación.
1953 war er Sprecher der costa-ricanischen Handelskammer. 1956 wurde er libanesischer Honorarkonsul in San José. Er trat 1960 in den auswärtigen Dienst Costa Ricas ein. Von 1963 bis 1966 war er Botschafter in Beirut und ab 1964 gleichzeitig in Kairo, Aman, Kuwait und Damaskus akkreditiert. Von 1972 bis 1976 war er Botschafter in Madrid und ab 1973 gleichzeitig in Kairo und Rabat akkreditiert. Von 23. März 1974 bis 1981 war er in Tunis akkreditiert. Von 1979 bis 1981 war er Botschafter in Kuwait und war gleichzeitig ab 1974 in Riad (Saudi-Arabien) ab 1980 in Beirut und  Abu Dhabi (Vereinigte Arabische Emirate) sowie von 1982 bis 1985 in Nairobi (Kenia) als Botschafter akkreditiert. Von 1986 bis 1989 war er Botschafter in Panama-Stadt. Von 1989 bis 1990 war er Ambassador to the Court of St James’s.